# Steganacarus hirsutus
Steganacarus hirsutus är en kvalsterart som beskrevs av Pérez-Íñigo 1974. Steganacarus hirsutus ingår i släktet Steganacarus och familjen Phthiracaridae.

## Underarter
Arten delas in i följande underarter:
- S. h. hirsutus
- S. h. azorensis